# Grattenauer (Adelsgeschlecht)

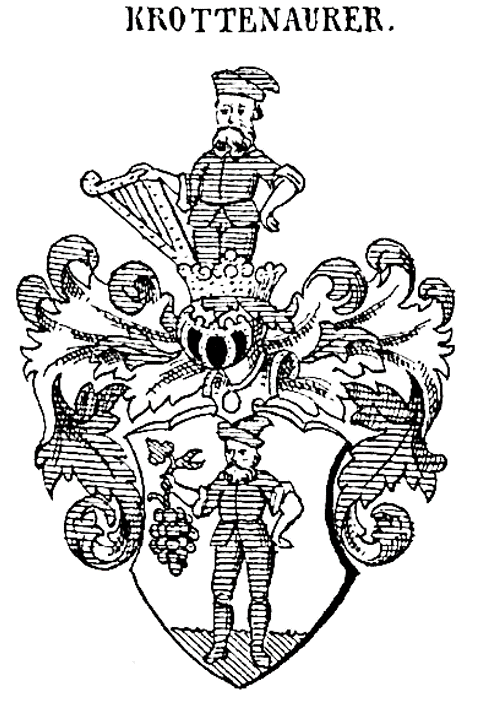
Wappen derer von Krottenaurer

Grattenauer  ist der Name einer ursprünglich österreichisch-ungarischen Familie (dort meist Krott(e)nauer), von denen ein Teil den Namen von Krottnaurer führt. Sie hat in Deutschland zahlreiche Offiziere, Beamte und Gelehrte hervorgebracht, letzteres vor allem im Bereich der evangelischen Theologie und der Rechtswissenschaften.

## Der ungarische Ursprung
Ältester nachweisbarer Namensträger ist Friedrich Grattenauer, Amtshauptmann des Grafen Batthyány in Pinkafeld.
Sein Sohn David Friedrich, Kaufmann in St. Gotthard, wurde am 10. November 1660 von Kaiser Leopold I. unter dem Namen von Krottnaurer in den erblichen ungarischen Adelsstand erhoben.

## Der Stammvater der deutschen Linien
David Friedrichs Sohn Christoph Friedrich Grattenauer (* 19. November 1650 in St. Gotthard, † 16. September 1706 in Stendal) floh infolge der von Leopold I. aktiv betriebenen Gegenreformation nach Sachsen, wo er ab 1675 in Leipzig Theologie studierte und 1677 in Wittenberg promoviert wurde. Den ungarischen Adelstitel führte er nicht, da er im Heiligen Römischen Reich offiziell nicht galt. Seit 1680 wirkte Grattenauer am Dom zu Stendal, in dem sich auch sein Epitaph befindet. Er heiratete in erster Ehe in eine Berliner, in zweiter Ehe in eine Stendaler Patrizierfamilie ein.

## Wappen
Das 1660 verliehene Wappen wird im Adelsdiplom wie folgt beschrieben:

„Ein aufrecht stehender Kriegsschild von himmelblauer Farbe auf grünem, sich weitverbreitendem Felde, auf welchem ein Landwirth in rothem Kleide, mit meerfarbenen Kniehosen und gelben Halblederstiefeln, mit meerfarbenem Gürtel, das Haupt mit einem rothen, heruntergekrempelten Hut bedeckt, in fortschreitender Stellung zu sehen ist, wie er die linke Hand auf die Lenden stützt, in der rechten aber eine volle Weintraube hält und sich nach der rechten Seite des Schildes wendet. Über dem Schilde ein kratikulierter oder geöffneter Kriegshelm mit dem Königsdiademe. Aus demselben ragt bis über die Kniee ein anderer, dem unteren ähnlicher Mann heraus, welcher ebenso die linke Hand auf die Lenden stützt, mit der rechten aber eine Laute oder Harfe zeigt und mit dem Angegebenen geschmückt ist, während sich von der Spitze oder dem Kegel des Helmes hier gelbe und meerfarbene, dort weiße und rothe Borten und Bänder bis über die Ränder verbreiten und das Schild selbst geschmackvoll zieren.“

Bei Siebmacher findet sich folgende Blasonierung: In Silber auf grünem Boden ein stehender, blau gekleideter Mann mit blauer Zipfelmütze, in der Rechten eine blaue Weintraube mit grünen Blättern. Auf dem gekrönten Helm der Mann wachsend, eine goldene Harfe in der Rechten haltend. Die Helmdecken sind blau-silbern.

## Wiederaufnahme des Adelsnamens
In der zweiten Hälfte des 18. Jahrhunderts nahmen zwei Nachkommen des genannten Geistlichen den Namen von Krottnaurer wieder auf und dienten daraufhin in Preußen als Offiziere. Die Nachkommen Leopold v. Krottnaurers (1782–1869) waren teils ebenfalls Offiziere und Beamte, teils auch Unternehmer. Einige wanderten in die USA aus.

## Persönlichkeiten
- Ernst Christoph Grattenauer (1744–1815), Verleger
- Carl Wilhelm Friedrich Grattenauer (1773–1838), Jurist und antisemitischer Autor
- Hugo von Krottnaurer (1851–1915), Unternehmer, Kommunalpolitiker
- Friedrich Grattenauer (1895–1944), Offizier